# Tuns, ras și frezat
Tuns, ras și frezat este un film românesc din 2012 regizat de Bogdan Mureșanu. Rolurile principale au fost interpretate de actorii Victor Rebengiuc, Alexandru Georgescu și Horațiu Bob.

## Distribuție
Distribuția filmului este alcătuită din:
- Victor Rebengiuc
- Alexandru Georgescu
- Michel Horatiu Bob